# Трабер, Илья Ильич
Илья Ильич Трабер (род. 8 сентября 1950, Омск) — российский предприниматель. Несмотря на непубличность, считается одним из самых влиятельных бизнесменов Санкт-Петербурга. Его бизнес связан с портовыми мощностями города и окрестностей, а также с большим числом крупных предпринимателей.
Объявлен Испанией в международный розыск по делу Малышевской преступной группировки. В ряде источников упоминается как криминальный авторитет по прозвищу Антиквар.
По данным «Новой газеты», в 1990-е годы Трабер был связан с Владимиром Путиным, в те годы вице-мэром Санкт-Петербурга.

## Биография
Окончил Севастопольское высшее военно-морское инженерное училище. Служил офицером на атомоходе К-22 «Красногвардеец». В 1980 году ушёл в отставку и начал работать барменом в пивном баре в центре Ленинграда.
В 1991 году возглавил фирму «Антиквар», специализировавшуюся на реставрации и торговле антиквариатом. Фирма пользовалась поддержкой Анатолия Собчака, тогдашнего мэра Санкт-Петербурга. В начале 1990-х годов стал одной из главных фигур на рынке антиквариата в Санкт-Петербурге.
Позднее стал официальным совладельцем Петербургской топливной компании, Петербургского нефтяного терминала, морского порта Санкт-Петербург и монополиста по заправке самолётов в Пулково «Совэкс». Возглавлял морской порт Санкт-Петербург как председатель совета директоров «Объединения банков, инвестирующих в порт», управлявшего портом. Подчинёнными Трабера в управлении портом были будущие руководители «Газпрома» Алексей Миллер и Александр Дюков.
«Новая газета» утверждает, что в конце 1990-х годов Трабер получил контроль над коммерцией в Выборге, включая судостроительный завод. Даже в начале 2010-х годов издание продолжало считать бизнесмена «теневым хозяином» города.
В конце 2010-х годов Трабер стал заниматься расширением портов Приморск и Усть-Луга, для чего он также приобрёл компанию ЛОЭСК. Принадлежащая ему компания «Приморский универсально-перегрузочный комплекс» вкладывает средства в порты на Северном морском пути.
В феврале 2019 года бизнесмен стал совладельцем торговой сети «Мосхозторг», однако уже в октябре избавился от данных активов.

## Скандалы

### Подозрения и обвинения в связи с криминалом
По словам бывшего петербургского бизнесмена Максима Фрейдзона, деловым партнёром Трабера во время работы с «Совэксом» был лидер Тамбовской преступной группировки Владимир Барсуков (Кумарин). Ряд источников утверждает, что и сам Трабер имел прямое отношение к преступному миру, где был известен под прозвищем Антиквар — в честь своего первого бизнеса.
В 2000-х годах получивший греческое гражданство Трабер проживал в Швейцарии. Там проводилась доследственная проверка относительно происхождения его капитала, уже признанного преступным властями Монако. Трабер был вынужден вернуться в Россию после того, как испанский суд объявил его в международный розыск за отмывание денег для Малышевской ОПГ. В то же время бизнесмен обратился в Конституционный суд Испании с целью оспорить ордер на свой арест. Позднее МВД Испании сообщало, что Трабер также угрожал прокурору и его семье.

### Иски Трабера к журналистам
В начале 2018 года по иску Трабера было возбуждено уголовное дело о клевете против телеканала «Дождь», выпустившего документальный фильм «Питерские» о его бизнес-империи.
В июне 2021 года, по заявлению Трабера, заведено уголовное дело по ч. 2 ст. 128.1 УК РФ (клевета, содержащаяся в публичном выступлении, публично демонстрирующемся произведении, средствах массовой информации), по которому проходят три журналиста издания «Проект», двое из которых ранее работали на «Дожде».

### Вторжение России на Украину
В мае 2022 года, после вторжения России на Украину, Трабер заявил, что «бизнесмены тоже должны вкладывать в помощь воюющей армии», оплатил сто плакатов, рекламирующих войну, в Санкт-Петербурге. Стал одним из учредителей и возглавил попечительский совет провластного фонда «Ленинградский рубеж», созданного совместно с губернатором Ленинградской области Александром Дрозденко, для поддержки участников нападения на Украину. По данным журналистов, собранные фондом деньги в полном объёме до получателей не дошли. В январе 2024 года заместителем директора фонда стал помилованный Владимиром Путиным за участие в войне Дмитрий Каравайчик, ранее осуждённый за изготовление и продажу амфетамина в особо крупных размерах.
В 2023 году Трабер был внесён ФБК в список коррупционеров и разжигателей войны, с предложением введения против него международных санкций (как криминальный авторитет и давний друг Путина). Национальное агентство по предотвращению коррупции Украины выступило с инициативой о введении против Трабера санкций, так как он приносит «существенный доход правительству России, которое инициировало в Украине войну и геноцид украинского мирного населения». Кроме того, Трабер «извлекал выгоду из своих связей с кремлёвским режимом».

### Драка в самолёте
Ночью 24 ноября 2022 года Трабер летел рейсом «Аэрофлота» из Москвы в Санкт-Петербург, на борту возник конфликт с одним из пассажиров, 35-летним Ниязовым Анваром. Трабер и Ниязов сидели на соседних местах и стали толкаться локтями, после словесной перепалки Ниязов стал бить Трабера по голове и лицу, нанеся ему не менее пяти ударов. Вскоре мужчин разняли, бортпроводники оказали бизнесмену первую помощь и пересадили поссорившегося с ним пассажира в хвост самолёта. Уже после приземления Трабер отправился в больницу, где врачи диагностировали у него перелом пальца и травмы головы. Впоследствии Ниязов принёс Траберу извинения.

## Связь с Владимиром Путиным
Пресс-секретарь президента Дмитрий Песков подтверждал знакомство Путина и Трабера, но называл их отношения рабочими, а решения — рядовыми. Однако в расследовании «Новой газеты» утверждается о более серьёзной поддержке Траберу, которую оказывал будущий президент РФ, в те годы занимавший должность вице-мэра Санкт-Петербурга. В частности, Путин принял ряд решений, выгодных Петербургской топливной компании и Петербургскому нефтяному терминалу. Кроме того, Путин в должности вице-мэра Санкт-Петербурга подписал распоряжение о передаче топливно-заправочных комплексов компании Трабера. Помимо того, по словам Максима Фрейдзона, Путин был связан с компанией «Совэкс».
Трабер был почётным гостем на праздновании дня рождения Путина как минимум в 2004 и 2016 годах.